# Serhij Osadčyj
Serhij Mykolajovyč Osadčyj (ukrajinsky Сергій Миколайович Осадчий, rusky Сергей Николаевич Осадчий, Sergej Nikolajevič Osadčij; * 30. října 1970) je bývalý sovětský a ukrajinský fotbalový obránce či záložník.

## Fotbalová kariéra
Nejvyšší soutěž hrál v České republice, na Ukrajině a v Kazachstánu.

## Ligová bilance
| Ročník               | Zápasy | Góly | Minuty | Klub                        |
| -------------------- | ------ | ---- | ------ | --------------------------- |
| 1995/96              | 8      | 0    | 217    | Svit Zlín                   |
| Premjer-liha 1999/00 | 26     | 1    | –      | Metalurh Doněck             |
| Premjer-liha 2000/01 | 25     | 3    | –      | Metalurh Doněck             |
| Premjer-liha 2001/02 | 1      | 0    | –      | Metalurh Doněck             |
| Premjer-liha 2001/02 | 20     | 1    | –      | Metalist Charkiv            |
| Premjer-liha 2002/03 | 28     | 0    | –      | Metalist Charkiv            |
| Premjer Ligasy 2004  | 35     | 1    | –      | FK Atyrau                   |
| Premjer Ligasy 2005  | 26     | 1    | –      | Jesil-Bogatyr Petropavlovsk |
| Premjer Ligasy 2006  | 29     | 1    | –      | Jesil-Bogatyr Petropavlovsk |
| Premjer Ligasy 2007  | 15     | 0    | –      | Jesil-Bogatyr Petropavlovsk |
| CELKEM 1. LIGA       | 213    | 8    | –      |                             |